# Leucophenga guro
Leucophenga guro är en tvåvingeart som beskrevs av Burla 1954. Leucophenga guro ingår i släktet Leucophenga och familjen daggflugor.
Artens utbredningsområde är Elfenbenskusten. Inga underarter finns listade i Catalogue of Life.